# Malcolm Macdonald (Fußballspieler)
Malcolm Ian Macdonald (* 7. Januar 1950 in Fulham) ist ein ehemaliger englischer Fußballspieler und -trainer. Der „Supermac“ genannte Stürmer war in den 1970er-Jahren erfolgreicher Torjäger bei Luton Town, Newcastle United und dem FC Arsenal; ab dem Alter von nur 30 Jahren trainierte er anschließend vier Jahre lang seinen Heimatklub FC Fulham.

## Spielerlaufbahn
Nachdem Macdonald beim Amateurklub FC Tonbridge gespielt hatte, wurde er 1968 vom FC Fulham verpflichtet. Nach einem Jahr bei den Londonern wechselte der anfängliche Linksverteidiger wenige Kilometer nördlich zu Luton Town. Durch gute Leistungen in Luton wurde er als bulliger, antrittsschneller und schussgewaltiger Stürmer von Newcastle United verpflichtet. Die Ablösesumme betrug 180.000 £. Nach fünf relativ erfolgreichen Spielzeiten – in jeder Saison war er der beste Torschütze der „Magpies“ – ging Macdonald zum FC Arsenal. Die „Gunners“ bezahlten für den Torschützenkönig der Saison 1974/75 die kuriose Ablösesumme von 333.333,33 £. Vorausgegangen war ein Streit in Newcastle mit dem neuen Trainer Gordon Lee. Kurz zuvor hatte er an einer Fernsehshow der BBC teilgenommen und einen 100-Meter-Lauf in nur 10,9 Sekunden absolviert.
Beim FC Arsenal hatte Macdonald weiter eine hohe Torausbeute. Er eroberte sich auf Anhieb wieder die Torjägerkanone in der First Division und war auch in der Spielzeit 1977/78 treffsicherster Spieler seines Klubs. Eine schwere Knieverletzung, die er sich zu Beginn der Saison 1978/79 im Ligapokal gegen Rotherham United zuzog, versetzte seiner Karriere einen Rückschlag und in der Folge verlor er seinen Stammplatz. Er ging danach für ein Jahr nach Schweden zu Djurgårdens IF, bevor er im Alter von nur 30 Jahren das Traineramt beim FC Fulham übernahm.
In der Nationalmannschaft ragt das EM-Qualifikationsspiel am 16. April 1975 in London gegen Zypern heraus, als Macdonald an der Seite von Kevin Keegan, Mick Channon und Colin Bell alle fünf Tore zum 5:0-Erfolg der Mannschaft von Trainer Don Revie erzielte. In den weiteren drei Einsätzen in der EM-Qualifikation im Rückspiel in Zypern sowie gegen die Tschechoslowakei und Portugal konnte er sich aber dagegen nicht mehr in der Torschützenliste eintragen.

## Trainerkarriere
Ursprünglich hatte Macdonald in Fulham nur einen Direktorenposten eingenommen, sich dann aber beim frisch in die dritte Liga abgestiegenen Klub unvermittelt in der Cheftrainerrolle wiedergefunden. Den Mangel an Erfahrung versuchte er mit einem großen Kotrainerstab auszugleichen und so nahm er sich die beiden Ex-Arsenal-Kollegen Roger Thompson und George Armstrong sowie Ray Harford und Terry Mancini an seine Seite, die vielmehr die tägliche Arbeit mit der Mannschaft übernahmen. Das durch Transfers nur unwesentlich verstärkte Team überzeugte schnell mit attraktivem Offensivfußball und nach dem Aufstieg in die zweite Liga im Jahr 1982 verpasste der FC Fulham unter Macdonald den direkten Durchmarsch in die höchste englische Spielklasse nur knapp. Zum Verhängnis wurde ihm sein Hang zur Selbstzerstörung und als sein Privatleben immer mehr öffentliches Interesse auf sich zog, nahm die Vereinsführung im Frühjahr 1984 eine sportliche Schwächephase zum Anlass, Macdonald zu entlassen.
Nach einer dreijährigen Pause war er kurzzeitig Trainer von Huddersfield Town, aber die zunehmenden privaten und finanziellen Schwierigkeiten, verschlimmert durch eine schwere Alkoholkrankheit, ließen ein dauerhaftes Engagement im Fußballgeschäft nicht mehr zu. Nach Medieninformationen gelang es ihm ab den späten 1990er-Jahren wieder, sein Leben in geordnete Bahnen zu lenken. Im Nordosten Englands begann er damit, als Moderator für eine örtliche Radiostation sportjournalistisch zu arbeiten.

## Erfolge
- Torschützenkönig der ersten englischen Liga: 1975, 1977